# José Marcelino da Rosa e Silva
José Marcelino da Rosa e Silva (Recife, 02 de junho de 1856 — Recife,1939) foi um jornalista e político brasileiro.
Era filho de Albino José da Silva e de Joana Francisco da Rosa. Seu irmão, Francisco de Assis Rosa e Silva, foi ministro da Justiça em 1889, deputado federal e senador por Pernambuco em várias legislaturas, além de ter sido vice-presidente da República entre os anos de 1898 e 1902.
Formou-se pela Faculdade de Direito do Recife em 1877, com 21 anos de idade. Participou ativamente do Partido Conservador no período imperial junto com seu irmão.
Foi presidente da província do Rio Grande do Norte, nomeado por carta imperial de 8 de agosto de 1888, entre 14 de outubro de 1888 a 15 de junho de 1889.
Após a Proclamação da República, tornou-se subprefeito de Recife. Depois, foi eleito deputado estadual e reeleito para várias legislaturas. Em uma delas, assumiu a presidência da Assembleia Estadual. Entre 1983 e 1896 ocupou o cargo de Prefeito do Recife. Em 1896 foi eleito vice-governador de Pernambuco ao lado de Joaquim Correia de Araújo, então eleito governador. Renunciou ao cargo em 1898 para se eleger senador na vaga aberta com a saída do Senado de seu irmão Francisco de Assis Rosa e Silva, então eleito vice-presidente da República. Ocupou uma cadeira no Senado Federal até 1902. Em 1903 foi eleito deputado federal. Assumiu o mandato em maio e foi reeleito sucessivas vezes, ocupando uma cadeira na Câmara dos Deputados até dezembro de 1911.